# Merocrates themelias
Merocrates themelias är en fjärilsart som beskrevs av Edward Meyrick 1931. Merocrates themelias ingår i släktet Merocrates och familjen Lecithoceridae. Inga underarter finns listade i Catalogue of Life.